# Parophryotrocha isochaeta
Parophryotrocha isochaeta är en ringmaskart som först beskrevs av Eliason 1962.  Parophryotrocha isochaeta ingår i släktet Parophryotrocha och familjen Dorvilleidae. Arten är reproducerande i Sverige. Inga underarter finns listade i Catalogue of Life.